# آکسفرد (مریلند)
آکسفرد (به انگلیسی: Oxford) شهری در ایالت مریلند کشور ایالات متحده آمریکا است که جمعیت آن در سرشماری سال ۲۰۱۰ میلادی، ۶۵۱ نفر بوده‌است.